# Foucauld Ier de La Roche
Foucauld Ier de La Roche († après 1046), fils d’Adémar de La Roche, est le premier auteur connu de la première maison de La Rochefoucauld.

## Biographie
C'est dans le  cartulaire d'Uzerche qu'apparaît en août 1019 Foucauld de la Roche. il assista à cette date avec ses fils à une charte par laquelle Guillaume, évêque d'Angoulême, fit don à l'abbaye d'Uzerche de l'église de Saint-Bibien de Nieul.
Sa famille serait implantée en Angoumois depuis un certain temps (un Foucauld est évêque d'Angoulême au milieu du Xe siècle mais sans preuves de filiation). 
Les travaux historiques les plus récents ne permettent pas d'établir son ascendance.
Il est qualifié "seigneur très-noble du château de la Roche" (vir nobilissimus Fulcaudiis de Castrum, qui vocatur Rocha), dans une charte de l'abbaye de Saint-Cybar d'Angoulème, de 1026, par laquelle, du consentement de Jarsende, sa femme, il restitua à cette abbaye des biens qu'il avait usurpés.
Il vit encore en 1046, où il signe avec Geoffroy, comte d’Angoulême, Hélie de Jarnac et autres, l’acte de fondation de l’abbaye bénédictine de Notre-Dame de Saintes.
Il est le fondateur de la première maison de La Rochefoucauld qui continuera avec Emma de La Rochefoucauld (fille d'Adémar de la Roche, seigneur de la Rochefoucauld et de Mathilde de Chabanais), qui épousa Robert de Marthon (fils de Hugues de Marthon et de Pétronille), dont le fils Guy prit le nom de La Rochefoucauld et fondera la deuxième maison de La Rochefoucauld,,.
Il habitait le château de la Roche, perché sur une roche fortifiée sur les bords de la Tardoire à 20 km au nord-est d’Angoulême.
Son fils Guy Ier lui succéda comme seigneur de La Rochefoucauld.